# A. J. Henderson
Pour le personnage de fiction, voir Saison 5 de Columbo#Épisode 3 : Jeu d'identité.
Pour les articles homonymes, voir Henderson.
A.J. Henderson, né le 14 mars 1951 à Vancouver, est un acteur canadien.

## Filmographie
- 1980 : The Littl' Bits (série télévisée) : Voice
- 1980 : Mori no youki no kobito-tachi: Berufi to rirubitto (série télévisée) : Various Voices
- 1984 : Koara bôi Kokkî (série télévisée) : Walter (voix)
- 1985 : David le gnome ("David el gnomo") (série télévisée) : Holler (voix)
- 1985 : Les Mondes engloutis (série télévisée) : Matt / Shangor (English version) (voix)
- 1986 : Macskafogó : Tweed (voix)
- 1987 : Wednesday's Children: Mark and Donny : Desk Sergeant
- 1987 : The Wonderful Wizard of Oz (série télévisée) : Tik-Tok (voix)
- 1987 : The Wonderful Wizard of Oz (vidéo)
- 1987 : The Marvelous Land of Oz (vidéo) (voix)
- 1987 : Ford: The Man and the Machine (télévision)
- 1989 : Champagne Charlie (télévision)
- 1991 : The Little Flying Bears (série télévisée) : Sammie
- 1991 : Samouraï Pizza Cats (série télévisée) : 'Big' Al Dente, General Catton (voix)
- 1992 : Sharky & George (série TV) : Sharky (voix)
- 1992 : Gulliver's Travels (série TV) : Flim (voix)
- 1992 : Young Robin Hood (série TV) : Sheriff of Nottingham
- 1992 : The Real Story of Happy Birthday to You : Chef Henri (voix)
- 1992 : Twin Sisters (vidéo) : Cop #1
- 1993 : Madeline (série TV) : Spanish Ambassador (1990-1992)
- 1993 : David Copperfield (TV) : Additional Voices (voix)
- 1995 : Silent Hunter : Ranger Will
- 1995 : Beauty Begins Inside: What's Eating You? : Narrator (voix)
- 1996 : Night Hood (série TV) : Sgt. Folenfant (voix)
- 1996 : Arthur (série TV) : Grandpa Dave; Ed Crosswire (voix)
- 1997 : Bêtes à craquer (Animal Crackers) (série TV) : Additional Voices (voix)
- 1997 : Princesse Sissi (série TV) (voix)
- 1999 : Coucou, monsieur Edgar! (voix)
- 2004 : Postcards from Buster (série TV) : Ed Crosswire
- 2004 : Arthur's Halloween (vidéo) : Grandpa Dave Read, Ed Crosswire